# Gorla Gummanahalli, Sidlaghatta
Gorla Gummanahalli là một làng thuộc tehsil Sidlaghatta, huyện Kolar, bang Karnataka, Ấn Độ.